# Lipsi
Lipsi – grecka wyspa, położona na południe od Samos i na północ od Leros. Wchodzi w skład archipelagu Dodekanez.

## Krótki opis
Leży w administracji zdecentralizowanej Wyspy Egejskie, w regionie Wyspy Egejskie Południowe, w jednostce regionalnej Kalimnos, w gminie Lipsi. Na wyspę można się dostać dzięki dobrze rozwiniętym połączeniom promowym pomiędzy wyspą a okolicznymi wyspami Patmos oraz Leros a także połączeniem promowym z portem w Pireusie.

## Geografia
W skład archipelagu Lipsi, poza główną wyspą (pow. 15,95 km²), wchodzi też grupa 25 okolicznych, głównie niezamieszkanych wysepek, uszeregowanych wg ich powierzchni w porządku malejącym:
- Frangkos - 37°15′18″N 26°43′09″E/37,255000 26,719167; pow. 0,225 km²
- Makronisi - 37°16′25″N 26°44′14″E/37,273611 26,737222; pow. 0,197 km²
- Arefousa - 37°19′54″N 26°42′41″E/37,331667 26,711389; pow. 0,175 km²
- Kouloura East - 37°16′58″N 26°47′56″E/37,282778 26,798889; pow. 0,078 km²
- Psomo - 37°16′19″N 26°45′06″E/37,271944 26,751667; pow. 0,071 km²
- Kaparonisi - 37°16′10″N 26°44′49″E/37,269444 26,746944; pow. 0,068 km²
- Stavri - 37°16′02″N 26°45′27″E/37,267222 26,757500; pow. 0,067 km²
- Piato - 37°16′23″N 26°44′44″E/37,273056 26,745556; pow. 0,060 km²
- Megalo Aspronisi - 37°19′01″N 26°48′19″E/37,316944 26,805278; pow. 0,056 km²
- Lyra - 37°16′37″N 26°46′14″E/37,276944 26,770556; pow. 0,050 km²
- Makry Aspronisi - 37°18′27″N 26°48′11″E/37,307500 26,803056; pow. 0,048 km²
- Megalo Kalapodi - 37°15′19″N 26°48′45″E/37,255278 26,812500; pow. 0,039 km²
- Mikro Aspronisi - 37°18′22″N 26°48′26″E/37,306111 26,807222; pow. 0,037 km²
- Nisi Manoli (5 wyspek) - 37°20′22″N 26°43′25″E/37,339444 26,723611; pow. 0,029 km²
- Kouloura West - 37°16′59″N 26°47′35″E/37,283056 26,793056; pow. 0,020 km²
- Notio Aspronisi West - 37°16′42″N 26°47′57″E/37,278333 26,799167; pow. 0,010 km²
- Notio Aspronisi East - 37°16′42″N 26°47′59″E/37,278333 26,799722; pow. 0,007 km²
- Saraki - 37°13′41″N 26°42′01″E/37,228056 26,700278; pow. 0,007 km²
- Mikro Kalapodi - 37°15′17″N 26°48′28″E/37,254722 26,807778; pow. 0,005 km²
- Paploma - 37°18′33″N 26°46′51″E/37,309167 26,780833; pow. 0,004 km²
- Pilawi - 37°15′18″N 26°45′06″E/37,255000 26,751667; pow. <0,004 km²

## Ekonomia
Mieszkańcy wyspy zajmują się głównie produkcją takich produktów jak: miód, wino, sery, produkty mleczne oraz uprawą winogron. Innym zajęciem lokalnych mieszkańców jest produkcja lokalnych dywanów. Dobrze chronione zatoki taki jak Zatoka Maschato dają schronienie kutrom rybackim, jednak z tego powodu woda w tych miejscach jest skażona przez odpadki rybne i te pochodzące z kutrów. Reszta linii brzegowych wzdłuż wyspy oraz miejscowe plaże są wolne od skażenia. Wyspa posiada dobrze rozwiniętą sieć dróg. Nowe inwestycje drogowe są finansowane ze środków dotacji Unii Europejskiej.

## Zabytki
Na wyspie znajduje się kilka kościołów oraz klasztorów, z czego warto wymienić m.in
- Panghia tou Harou- Kościół zbudowany w stylu Bizantyjskim między VII a VIII wiekiem. Posiada m.in. ikony Jezusa Ukrzyżowanego oraz unikatowe księgi Hagiograficzne.
- Aghios Ionnis Thegois- Świątynia sfinansowana przez imigrantów z Lipsi. W świątyni odkryto relikwie martyrologiczne opisujące męczeństwo kapłanów podczas tureckiej niewoli.
- Kościół Panagia w Kouselio zbudowany na początku istnienia Chrześcijaństwa. Nowo zbudowany kościół został zbudowany z materiałów ze zburzonej świątyni. Obecnie popularne miejsce odwiedzane przez Turystów.